# Naruski
Naruski – wieś w Estonii, w prowincji Põlva, w gminie Laheda.